# 波紋絨鬚石首魚
波紋絨鬚石首魚為輻鰭魚綱鱸形目鱸亞目石首魚科的其中一種，分布西大西洋區，從美國麻州至墨西哥猶加敦半島海域，棲息深度可達100公尺，體長可達55公分，棲息在沿海沙泥底質海域、河口區，屬肉食性，以魚類、甲殼類、蠕蟲等為食，可做為食用魚。